# Qualificació de cerveses

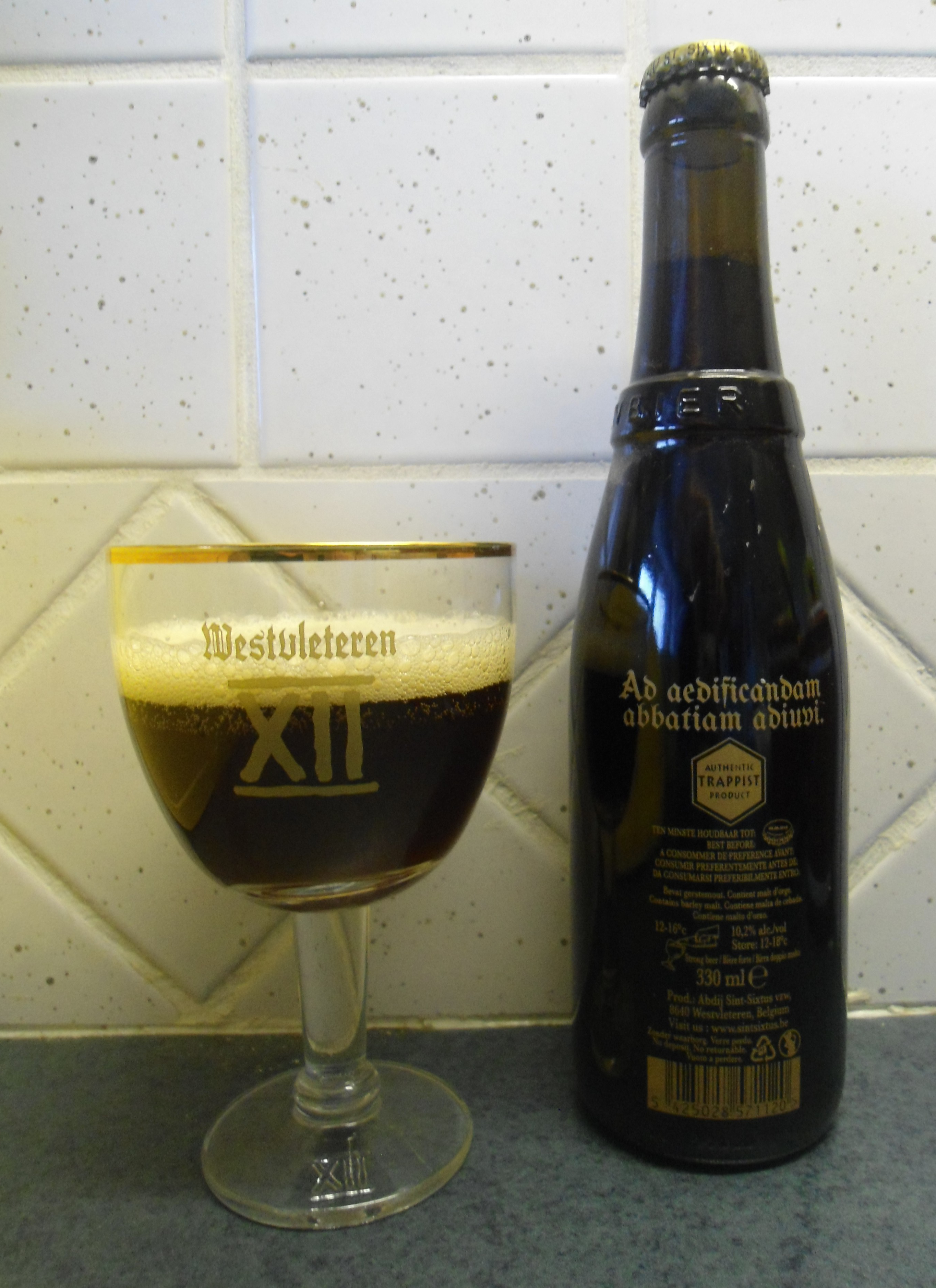
La Westvleteren XII, la millor cervesa del món (segons Ratebeer 2006)

La qualificació de cerveses consisteix en jutjar i avaluar cervesa usant un sistema de punts. El procés és similar a l'utilitzat en els campionats de jutjar cervesa, tals com els organitzats per el Beer Judge Certification Program (BJCP) als Estats Units, encara que els participants són consumidors, de manera que podria anomenar-se un sistema de recomanació basat en puntuacions. El sistema de qualificació pot ser de fins a 5 punts, i pot ser organitzat per una tenda de cervesa o una cadena de pubs, tals com Wetherspoons al Regne Unit; o pot ser a major escala, com els sistemes utilitzats pels llocs webs de valoració i puntuació de cervesa, com BeerAdvocate i RateBeer.

## Llocs web

### BeerAdvocate
BeerAdvocate és un lloc web de qualificació de cerveses que també puntua bars i botigues de cervesa. Fundada l'any 1996, pels germans Todd i Jason Alström, la seva seu radica a Boston i Denver, als Estats Units.
A data de novembre del 2013, la base de dades de BeerAdvocate comptava amb  3 783 570 valoracions d'unes 100 976 cerveses.

### RateBeer
RateBeer va ser fundada al maig del 2000 per Bill Buchanancom un fòrum perquè els bevedors de cervesa poguessin intercanviar informació i compartir opinions sobre cerveses. Al juny del 2000, l'escriptor de cerveses canadenc Josh Oakes es va unir a RateBeer i, finalment, es va convertir en l'editor en cap. Al juny del 2001, el consultor de llocs web Joe Tucker es va unir, per finalment ostentar la propietat completa de RateBeer.
L'agost del 2006, el butlletí de premsa anual de RateBeer sobre les cerveses millor puntuades va causar certa revolada quan diversos mitjans de comunicació van informar que l'estoc de Westvleteren 12 es va esgotar a causa de ser qualificada com la "Millor cervesa del món" per aquesta pàgina web.
RateBeer té més de 7,5 milions de qualificacions de gairebé 200 000 cerveses, de gairebé 16000 cerveseries.

### Altres llocs web de qualificació de cervesa
L'any 1992 va ser fundada l'Oxford Bottled Beer Database per Sparks Computer Solutions Ltd, i conté comentaris i qualificacions dels seus usuaris. El lloc té qualificacions de tot el món, encara que principalment se centra a Europa.